# 富仙兰属
富仙兰属（学名：Zelenkoa）是兰科的一个属，是种开花植物。它只包含一种已知的物种，即富仙兰（Zelenkoa onusta，或叫泽棱兰），原产于厄瓜多尔和秘鲁。
富仙兰是一种附生沙漠兰花，生长在厄瓜多尔西南部和秘鲁西北部海拔至1200米之间的干旱森林的恶劣条件下，通常生长在树木和仙人掌上。它的花宽2厘米。